# Гермарх
Гермарх (грец. Ἕρμαρχoς; приблизно 325 р. до н. е. — приблизно 250 р. до н. е.) — давньогрецький філософ, учень та послідовник Епікура. Схоларх епікурейської філософської школи у Афінах.

## Життя
Гермарх син Агеморта народився у Мітилені у бідній сім'ї. Спочатку займався риторикою, але згодом став вірним учнем Епікура, котрий призначив його своїм наступником в управлінні філософською школою «Сад» (бл. 270 р. до н. е.). Також він успадкував бібліотеку Епікура, отримав право жити у будинку свого вчителя та розпоряджатися його грошима разом з нащадками Епікура. Гермарх помер в похилому віці від паралічу, його наступником, як схоларх «Саду», був Полістрат. Цицерон наводить лист останній Епікура адресований Гермарху, хоча Діогеон Лаертський стверджує, що це лист до Ідоменея із Лампсака.

## Філософські погляди
Згідно Діогену Лаертському, Гермарх автор наступних трактатів:
- Περὶ τῶν μαθημάτων — Про знання
- Πρὸς Ἐμπεδoκλέα — Проти Емпедокла (22 книги)
- Πρὸς Πλάτωνα — Проти Платона
- Πρὸς Ἀριστoτέλην — Проти Арістотеля

Твори Гермарха не збереглися, відомо, що його роботи були направлені проти філософії Платона, Арістотеля та Емпедокла, де він критикував останніх за їх погляди на богів. Згідно Цицерону, Гермарх вважав, що боги зовні не відрізняються від людей. Також він заперечував існування демонів Емпедокла. На погляди Гермарха про природу богів посилається Філодем.
Уривок з його Проти Емпедокла був процитований Порфиріем, коли розглядалося питання про необхідність законів у суспільстві. Дослідники відзначають на схожість поглядів Гермарха у цьому питанні з поглядами Демокріта та Діогена з Еноанди та різність з поглядами Лукреція. Гермарх розділяв погляд свого вчителя, що Левкіппа не існувало.